# BIRTHDAY (ClariSのアルバム)
『BIRTHDAY』（バースデイ）は、ClariSのオリジナルアルバム。2012年4月11日にSME Recordsから発売された。

## 背景
ClariSにとって初となるオリジナルアルバム。
テレビアニメの主題歌となったシングル4曲に新曲8曲を加えた全12曲を収録（シングル曲のカップリングは未収録）。新曲には、「irony」「nexus」のkz、「コネクト」の渡辺翔といった、シングル曲を手掛けた面々による書き下ろし曲、またClariSが作詞を手掛けた楽曲が含まれている。アルバムタイトルおよび本作のコンセプトは、2012年春にClariSの2人（クララとアリス）が中学生から高校生へとなることから、それに向けて企画された記念作という。
本作のリリースに先行し、収録曲「graduation」の着うたが2012年3月4日より期間限定で配信され、ClariSが中学校を卒業した日からは着うたフルが先行配信された。
本作のリリースを記念し、4月8日には六本木ニコファーレでは初となるイベントが開催され、その模様はニコニコ生放送で放映された。また、秋葉原ではClariSカフェが期間限定でオープンした。

## リリース
「完全生産限定盤（初回生産限定盤）」、「期間生産限定盤」、「通常盤」の3種の仕様リリース。「完全生産限定盤（初回生産限定盤 ）」は、ねんどろいどぷちとコラボレートした仕様となっており、8cmCDをはじめとする特典が同梱され、期間限定生産盤はシングル曲の各タイアップ作品（テレビアニメ）をフィーチャーした仕様となっており、ノンクレジットのオープニングアニメーションやテレビCM集等を収録したDVDが付属している。
2012年8月7日から、北米のiTunesとAmazon.comより配信でのリリースが決定した。 

## 主な記録
2012年4月23日付オリコン週間アルバムチャートで自己最高となる5.4万枚を売り上げて2位を獲得。また、4月13日、14日、15付オリコンデイリーチャートでは1位に登場し、発売3日目でデイリー最高位を更新した。

## 収録曲
Disc 1 [CD]
1. サヨナラは言わない [4:54]
  - 作詞・作曲・編曲：角野寿和
2. irony [4:18]
  - 作詞・作曲・編曲：kz
  - デビューシングル。テレビアニメ『俺の妹がこんなに可愛いわけがない』オープニングテーマ。
3. 恋磁石 [4:52]
  - 作詞・作曲・編曲：渡辺和紀
  - 北海道放送声優バラエティ番組『コエキタ!!』エンディングテーマ[12]。
4. メモリー [4:29]
  - 作詞・作曲・編曲：丸山真由子
5. nexus [4:51]
  - 作詞・作曲・編曲：kz
  - 3作目のシングル。ライトノベル『俺の妹がこんなに可愛いわけがない』テーマソング。
6. flowery [5:25]
  - 作詞・作曲・編曲：kz
7. コネクト [4:30]
  - 作詞・作曲：渡辺翔、編曲：湯浅篤
  - 2作目のシングル。毎日放送・TBS系アニメ『魔法少女まどか☆マギカ』オープニングテーマ。
8. プロミス [4:57]
  - 作詞・作曲：渡辺翔、編曲：湯浅篤
9. graduation [5:46]
  - 作詞・作曲：丸山真由子、編曲：丸山真由子/湯浅篤
10. treasure [4:20]
  - 作詞・作曲・編曲：重永亮介
11. ナイショの話 [4:21]
  - 作詞・作曲：ryo（supercell）、編曲：ryo・TAKUYA
  - 4作目のシングル。テレビアニメ『偽物語』エンディングテーマ。
12. zutto [4:59]
  - 作詞：ClariS、作曲・編曲：丸山真由子

Disc 2 [DVD]
1. TVアニメ「俺の妹がこんなに可愛いわけがない」ノンクレジットOP映像
2. TVアニメ「魔法少女まどか☆マギカ」ノンクレジットOP映像
3. TVアニメ「偽物語」ノンクレジットED映像
4. irony TV CM集
5. コネクト TV CM集
6. ナイショの話 TV CM集

Disc 2 [8cmCD]
1. アナタニFIT -ぷち ver.- [1:38]
2. NEN・DO・ROIDO [1:58]

## 参加ミュージシャン
コネクト, プロミス, graduation, treasure
- 設楽博臣：Guitar
- 湯浅篤：Bass

ナイショの話
- TAKUYA (ex.JUDY AND MARY)：Guitar, Chorus
- 二村学：Bass
- 柏倉隆史 (the HIATUS)：Drums, Tambourine
- 村上敦宏：Drum Tech
- ryo：Organ, Programming, All Other Instruments